# Ausztrália az 1968. évi téli olimpiai játékokon
Ausztrália a franciaországi Grenoble-ban megrendezett 1968. évi téli olimpiai játékok egyik részt vevő nemzete volt. Az országot az olimpián 3 sportágban 3 sportoló képviselte, akik érmet nem szereztek.

## Alpesisí
Férfi
| Versenyző     | Versenyszám      | Selejtező | Selejtező | Selejtező | Selejtező | Döntő    | Döntő    | Döntő    | Döntő    | Döntő      | Döntő      |
| Versenyző     | Versenyszám      | 1. futam  | 1. futam  | 2. futam  | 2. futam  | 1. futam | 1. futam | 2. futam | 2. futam | Összesítés | Összesítés |
| Versenyző     | Versenyszám      | Idő       | Hely.     | Idő       | Hely.     | Idő      | Hely.    | Idő      | Hely.    | Idő        | Helyezés   |
| ------------- | ---------------- | --------- | --------- | --------- | --------- | -------- | -------- | -------- | -------- | ---------- | ---------- |
| Malcolm Milne | Lesiklás         |           |           |           |           |          |          |          |          | 2:05,36    | 24.        |
| Malcolm Milne | Műlesiklás       | 1:23,26   | 5.        | 58,08     | 1.        | 56,36    | 41.      | 56,06    | 25.      | 1:52,42    | 24.        |
| Malcolm Milne | Óriás-műlesiklás |           |           |           |           | 1:51,25  | 38.      | 1:52,60  | 35.      | 3:43,85    | 33.        |

## Gyorskorcsolya
Férfi
| Versenyző    | Versenyszám | Eredmény | Helyezés |
| ------------ | ----------- | -------- | -------- |
| Colin Coates | 500 m       | 43,3     | 41.*     |
| Colin Coates | 1500 m      | 2:16,7   | 49.*     |

* - egy másik versenyzővel azonos eredményt ért el

## Sífutás
Férfi
| Versenyző   | Versenyszám | Eredmény  | Helyezés |
| ----------- | ----------- | --------- | -------- |
| Ross Martin | 15 km       | 58:00,2   | 60.      |
| Ross Martin | 30 km       | 1:55:17,3 | 60.      |